# Stringimi forte papà
Stringimi forte papà è un film del 1978 diretto da Michele Massimo Tarantini.